# Saludecio
Saludecio (romanyol nyelven Saludèc) település Olaszországban, Emilia-Romagna régióban, Rimini megyében. Lakosainak száma 3086 fő (2023. január 1.). Saludecio Mondaino, Montegridolfo, San Giovanni in Marignano, Tavoleto, Montefiore Conca, Morciano di Romagna és Tavullia községekkel határos.

## Népesség
A település lakossága az elmúlt években az alábbi módon változott:
| Lakosok száma | 3082 | 3063 | 3086 |
|               | 2017 | 2018 | 2023 |